# Nina Kupczyk
Nina Alexandra Kupczyk (* 1979 in Bremen) ist eine deutsche Regisseurin, Schriftstellerin, Dramatikerin, Librettistin, Komponistin und Psychologin.

## Biografie

### Herkunft und Ausbildung
Kupczyk stammt aus einer Bremer Künstlerfamilie. Ab dem 4. Lebensjahr erhielt sie Violinenunterricht zunächst bei ihrer Mutter, der Musikpädagogin für Violine und Klavier, Veronika Kupczyk, später dann als Jungstudentin bei ihrem Vater, dem Geiger und Konzertmeister Franz-Josef Kupczyk.
Sie begann im Alter von acht Jahren mit einer Tanzausbildung bei Lothar Hammes, dem 1. Solotänzer bei Johann Kresnik und Reinhild Hoffmann am Bremer Theater sowie ersten Statisten- und Schauspielrollen, z. B. als Lebensbornkind Heidrun im Film „Die Sache mit Armin“ von Hilde Lermann.
Nach dem Abitur studierte sie zunächst Schauspiel, dann multimediale Komposition und Musiktheaterregie an der Hochschule für Musik und Theater Hamburg (Diplom mit Auszeichnung) sowie Psychologie, Kulturpsychologie, Psychoanalyse, Neurokognition und Forensik an der Universität Bremen (Diplom).
Kupczyk belegte Regiemeisterkurse bei Calixto Bieito, Peter Michael Hamel, Peter Konwitschny, Andreas Kriegenburg, hospitierte und assistierte bei Peter Konwitschny, Andreas Homoki, Günter Krämer und Werner Schroeter und war Stipendiatin der Bayreuther Festspiele sowie des Internationalen Forums der Berliner Festspiele.

### Musik- und Sprechtheater / Film
Zu ihren Bühnen-Inszenierungen gehören ab 2007 die Uraufführung ihres ersten Theaterstücks „Des Kindes Mozart@Sotto voce in der Nacht“ im Sendesaal Radio Bremen, danach im Deutschen Schauspielhaus Hamburg. Auf Grundlage dieses Bühnentextes entstand so auch ihr erstes Drehbuch und unter ihrer Regie 2009 der gleichnamige Opernkunstfilm in Kooperation mit Studio Hamburg, u. a. mit Hinderk M. Emrich. Dieser erhielt als Auszeichnung das Filmprädikat „wertvoll“ der Deutsche Film- und Medienbewertung (FBW). Weitere Inszenierungen sind die deutsche Uraufführung von „La figlia del mago“ von Lorenzo Ferrero für das Theaterfestival „Feuertaufe“ am Theater Kiel, „Der Kaiser von Atlantis“ von Viktor Ullmann sowie „Vanitas“ von Salvatore Sciarrino an der Staatsoper Hamburg, Mozarts „Così fan tutte“ und ein Remake nach Puccinis „Madama Butterfly“ am Opernloft Hamburg, Dvoraks „Rusalka“ am Theater Hagen, Mozarts „Don Giovanni“ an der Oper Halle, Donizettis „Don Pasquale“ am Theater Görlitz sowie als Uraufführung ihr Stück „Amadeus Superstar“ am Neuen Theater Halle.
Anlässlich des 80. Jahrestages am 16. März 2025 des Bombenangriffs auf Würzburg brachte sie die Oper „Weiße Rose“ von Udo Zimmermann am Mainfranken Theater Würzburg zur Aufführung. Theater der Zeit schrieb hierzu: „… sie nähert sich dem nur auf den ersten Blick historischen Thema mit großer Feinfühligkeit – sprachlich sensibel, in klaren Bildern, symbolisch aufgeladen und die innere Substanz berührend.“
Seit 2014 entwickelt, schreibt und inszeniert sie auch neue Musiktheater-Formate speziell für Konzerthäuser. Es entstanden Uraufführungen für diverse Ensembles sowie für das Philharmonische Orchester von Luxemburg an der Philharmonie Luxembourg und das Lucerne Festival, für die Berliner Philharmoniker an der Berliner Philharmonie, für das Tonkünstler-Orchester Niederösterreich am Festspielhaus St. Pölten, das Konzerthaus Wien sowie für den Musikverein Wien.
So inszenierte sie an der Berliner Philharmonie 2021 Strawinskys „Renard“ als moderne, politische Fabel mit Mitgliedern der Berliner Philharmoniker unter dem Dirigat der Ukrainerin Oksana Lyniv mit russischen und ukrainischen Sängern, 2023 Tschaikowskys „Francesca da Rimini“ mit den Berliner Philharmonikern, diesmal unter der Leitung von Kirill Petrenko.

### Psychologie / Neurowissenschaft
Kupczyk arbeitet und forscht interdisziplinär zwischen Kunst und Wissenschaft und beschäftigt sich mit Neurodiversität, Hochbegabung, Synästhesie.
Sie ist Mitglied von Mensa, der Deutschen Synästhesie Gesellschaft und derzeit Doktorandin im Fachbereich 11 Universität Bremen bei Dietmar Heubrock. Zudem ist sie Mitbegründerin des Art Ensembles »Transform23« und hat ihren Lebensmittelpunkt in Berlin.

## Inszenierungen
- 2007: Des Kindes Mozart@Sotto voce in der Nacht – Radio Bremen
- 2008: Des Kindes Mozart@Sotto voce in der Nacht – Deutsches Schauspielhaus Hamburg
- 2008: La figlia del mago – Lorenzo Ferrero – Opernhaus Kiel
- 2010: Der Kaiser von Atlantis – Viktor Ullmann – Opera Stabile – Staatsoper Hamburg
- 2012: Amadeus Superstar/UrMozart@Amadeus_Total.Kind.de – Nina Kupczyk – TeAtrum VII Frankfurt
- 2013: Vanitas Everyman – Salvatore Sciarrino – MusikerInnen: Rebecca Jo Loeb / Markus Tollmann / Rupert Burleigh – Opera Stabile – Staatsoper Hamburg
- 2014: Amadeus Superstar Amadeus_total.Kind.de – Nina Kupczyk/Max van der Rose – Musikalische Leitung: Max van der Rose – Theater unterm Dach Berlin
- 2014: Così fan tutte – nach Wolfgang Amadeus Mozart/Transform23 – Musikalische Leitung: Makiko Eguchi – Opernloft Hamburg
- 2014: Peer Gynt 2.0 – nach Edvard Grieg (UA) – Musikalische Leitung: Fawzi Haimor – Solistes de l'Orchestre Philharmonique du Luxembourg – Philharmonie Luxembourg
- 2015: Die Sterntaler (UA) – MusikerInnen: Max Mausen / Irene Chatzisavas / Sabine Weyer – Philharmonie Luxembourg
- 2015: Der Zauberlehrling – P. Dukas (UA) – Musikalische Leitung: Case Scaglione – Philharmonisches Orchester von Luxemburg – Philharmonie Luxembourg
- 2015: Vivaldis letzter Tanz – A. Vivaldi (UA) – Philharmonisches Orchester von Luxemburg – Philharmonie Luxembourg
- 2016: Aschenputtel – Ivan Boumans (UA) – MusikerInnen: Eva Barthas / Carsten Duffin / Sarah Verrue / Karolina Öhman / Christoph Sietzen – Philharmonie Luxembourg
- 2016: Aschenputtel – Ivan Boumans (EA) – MusikerInnen: Eva Barthas / Carsten Duffin / Sarah Verrue / Karolina Öhman / Christoph Sietzen – Lucerne Festival
- 2016: Bout’chou (UA) – Philharmonie Luxembourg
- 2016: Cendrillon (UA) – Philharmonie Luxembourg
- 2016: Auf dem Dachboden (UA) – Musiker: Haoxing Liang – Philharmonie Luxembourg
- 2016: In der Höhle der Fragen (UA) – MusikerInnen: Ramón Ortega Quero / Tamar Inbar / Katerina Giannitsioti / Sebastian Wienand – Philharmonie Luxembourg
- 2016: Am Meer des blauen Herrn – J. S. Bach (UA) – Armida Quartett – Philharmonie Luxembourg
- 2016: Der Nussknacker – P. Tschaikowsky (UA) – Musikalische Leitung: Fawzi Haimor – Philharmonisches Orchester von Luxemburg – Philharmonie Luxembourg
- 2017: Im Garten des Regenbogens (UA) – MusikerInnen: Anneleen Lenaerts / Dionysis Grammenos – Philharmonie Luxembourg
- 2017: Auf der Hochzeit im Dschungel (UA) – Musikerinnen: Asya Fateyeva / Valeriya Myrosh – Philharmonie Luxembourg
- 2017: In der Kammer der Köstlichkeiten (UA) – Musik: The Vegetable Orchestra – Philharmonie Luxembourg
- 2017: Zusammen sind wir stark (UA) – Musik: Trio Koch – Philharmonie Luxembourg
- 2017: Aller Anfang ist schwer (UA) – Musiker: Fabrice Millischer / Guilhem Kusnierek – Philharmonie Luxembourg
- 2018: Übung macht den Meister (UA) – Musik: Arcis Saxophon Quartett – Philharmonie Luxembourg
- 2018: Streng geheim (UA) – Musik: Arte Mandoline – Philharmonie Luxembourg
- 2018: Ich sehe was, was du nicht siehst (UA) Musik: Adélaïde Ferrière – Philharmonie Luxembourg
- 2018: Pinocchio – Gordon Kampe (UA) – Musikalische Leitung: Florian Juncker – Ensemble LUX:NM – Philharmonie Luxembourg
- 2018: Rusalka – A. Dvorak Musikalische Leitung: Joseph Trafton – Philharmonisches Orchester Hagen – Theater Hagen
- 2019: Scheherazade – nach Nikolai Andrejewitsch Rimski-Korsakow (UA) Musik: Varietas Ensemble – Wiener Konzerthaus
- 2019: Die Königin der Farben (UA) – MusikerInnen des Tonkünstler-Orchester – Festspielhaus St. Pölten
- 2019: Der kleine Nussknacker (UA) – MusikerInnen des Tonkünstler-Orchesters – Festspielhaus St. Pölten
- 2019: Kalif Storch (UA) – Musik: Nouruz Ensemble – Philharmonie Luxembourg
- 2019: Peer Gynt – nach Edward Grieg (UA) – Musikalische Leitung: Mihhail Gerts – Philharmonisches Orchester von Luxemburg – Philharmonie Luxembourg
- 2020: Don Giovanni, C. Karacsonyi (UA) – Wiener Konzerthaus
- 2020: Don Pasquale – Gaetano Donizetti – Musikalische Leitung: Ewa Strusińska – Neue Lausitzer Philharmonie – Gerhart-Hauptmann-Theater Görlitz-Zittau
- 2020: Don Giovanni, Wolfgang Amadeus Mozart – Musikalische Leitung: Michael Wendeberg – Staatskapelle Halle – Opernhaus Halle
- 2021: Don Quichotte: Kampf gegen Windmühlen, Richard Strauss/Nikolai Andrejewitsch Rimski-Korsakow u. a. / (UA) – Musikalische Leitung: Lorenz C. Aichner – Tonkünstler-Orchester Niederösterreich – Festspielhaus St. Pölten
- 2021: Butterfly, nach Giacomo Puccini (UA) – Musikalische Leitung: Amy Brinkmann-Davis – Opernloft Hamburg
- 2021: Renard, Igor Strawinsky – Musikalische Leitung: Oksana Lyniv – Berliner Philharmoniker – Berliner Philharmonie
- 2022: Der Freischütz, Cl. M. Weber (UA) – Wiener Musikverein
- 2022: Amadeus Superstar – Max van der Rose (UA) – Musikalische Leitung: Max van der Rose – Neues Theater Halle
- 2023: Francesca da Rimini (Tschaikowski) – Tschaikowski (UA) – Musikalische Leitung: Kirill Petrenko – Berliner Philharmoniker – Berliner Philharmonie
- 2025: Weiße Rose (Zimmermann, 1986) – Udo Zimmermann – Musikalische Leitung: Ulrich Maier – Philharmonisches Orchester Würzburg – Mainfranken Theater Würzburg

## Werke
Seit 1996 veröffentlicht Kupczyk in Zeitschriften und Anthologien (Worthandel Verlag, Federwelt, Karin Fischer Verlag, Athena-Verlag). Einige ihrer Texte wurden auch von Rundfunkanstalten aufgenommen und gesendet (Radio Bremen, Nordwestradio, Deutschlandfunk). Im Jahr 2000 veröffentlichte sie ihren ersten Roman, „Der Lehrer und das Wunderkind“ über Hochbegabung und Synästhesie, und wurde damit zur Bookexpo Chicago eingeladen. 2015 erschien ihr Sachbuch „Die Kunst der Empathie – Eine unendliche Geschichte von Regie, Bindung und Führungsstil“.

### Bühnentexte / Libretti
- Francesca di Rimini // Berliner Philharmoniker
- Amadeus Superstar // Neues Theater Halle
- Decadence // Transform23
- Pinocchio // Philharmonie Luxemburg
- Der Nussknacker // Philharmonie Luxemburg
- Vivaldis letzter Tanz // Philharmonie Luxemburg
- Peer Gynt // Philharmonie Luxemburg
- Die Sterntaler // Philharmonie Luxemburg
- Peer Gynt 2,0 // Philharmonie Luxemburg
- Kalif Storch // Philharmonie Luxemburg
- Der Zauberlehrling // Philharmonie Luxemburg
- Aschenputtel // Philharmonie Luxemburg & Festival Lucerne
- Übung macht den Meister // Philharmonie Luxemburg
- Streng geheim // Philharmonie Luxemburg
- Ich sehe was, was du nicht siehst // Philharmonie Luxemburg
- Auf dem Dachboden // Philharmonie Luxemburg
- Zusammen sind wir stark // Philharmonie Luxemburg
- Am Meer des blauen Herrn // Philharmonie Luxemburg
- Aller Anfang ist schwer // Philharmonie Luxemburg
- In der Höhle der Fragen // Philharmonie Luxemburg
- Die Hochzeit im Dschungel // Philharmonie Luxemburg
- Im Garten des Regenbogens // Philharmonie Luxemburg
- In der Kammer der Köstlichkeiten // Philharmonie Luxemburg
- Bout’chou // Philharmonie Luxemburg
- Cendrillon // Philharmonie Luxemburg
- Scheherazade // Konzerthaus Wien
- Don Giovanni // Konzerthaus Wien
- Der Freischütz // Musikverein Wien
- Don Quixote // Festspielhaus St. Pölten
- Die Königin der Farben // Festspielhaus St. Pölten
- Der kleine Nussknacker // Festspielhaus St. Pölten
- La figlia del Mago, L. Ferrero – Deutsche Textfassung // Oper Kiel
- Amadeus Superstar / Amadeus_total.Kind.de // Theater unterm Dach Berlin
- Des Kindes Mozart@sotto voce in der Nacht // Experimentalfilm
- Des Kindes Mozart // Radio Bremen & Deutsches Schauspielhaus Hamburg

### Anthologien, Lyrik, Prosa, Romane, Sachbücher
- Zeichensuche – 1996, Karin Fischer Verlag, ISBN 3-89514-063-5
- Aspekte – 1996, Karin Fischer Verlag, ISBN 3-89514-096-1
- Allernächste und weite Ferne – 1997, Karin Fischer Verlag, ISBN 3-89514-119-4
- Ein Übermaß an Welt – 1998, Karin Fischer Verlag, ISBN 3-89514-132-1
- Der Lehrer und das Wunderkind – 1. Auflage 2000, 3. Auflage 2015, BOD, ISBN 978-3-8423-3218-8
- Aus der verbotenen Stadt – Lyrik- und Prosa, 2005, Athena-Verlag, ISBN 978-3-89896-228-5
- Anthologie junger Menschen – Momentaufnahmen in Dichtung, Worthandel, 2005, ISBN 978-3-935259-09-5
- Liebe und andere Ungereimtheiten – Begegnungen, Sehnsucht Anthologien, 2013, Athena-Verlag, ISBN 978-3-89896-561-3
- Die Kunst der Empathie – Eine unendliche Geschichte von Regie, Bindung und Führungsstil, 2015, Akademiker Verlag, ISBN 978-3-639-85290-5